# Amtsgericht Nentershausen
Das Amtsgericht Nentershausen war ein preußisches Amtsgericht mit Sitz in Nentershausen.

## Vorgeschichte
Gerichtsherren in Nentershausen waren im HRR die Familie von Baumbach (siehe Amt Sontra#Das baumbachsche Gericht Nentershausen). Im Königreich Westphalen wurde die Gerichtsbarkeit durch das Friedensgericht Nentershausen wahrgenommen und die Verwaltung im Kanton Nentershausen. Nach dem Ende des Königreichs Westphalen kam das Gebiet zum Kurfürstentum Hessen. In Kurhessen wurden zunächst die alten Ämter wiederhergestellt. 1821 erfolgte die Trennung der Rechtsprechung von der Verwaltung und für die Rechtsprechung wurden Justizämter, darunter das Justizamt Nentershausen eingerichtet. Es war zunächst dem Obergericht für die Provinz Niederhessen und ab 1849 dem Obergericht Rotenburg zugeordnet.

## Geschichte
Mit der Annexion Kurhessens durch Preußen 1866, wurden in der neuen Provinz Hessen-Nassau Amtsgerichte eingerichtet. Das Justizamt Nentershausen wurde entsprechen in das Amtsgericht Nentershausen umgewandelt. Es war dem Kreisgericht Rotenburg zugeordnet.
Mit der Einführung der Reichsjustizgesetze entstanden 1879 reichsweit einheitlich Amtsgerichte. Das Amtsgericht Nentershausen behielt damit seinen Namen und erhielt die neuen Funktionen. Es war nun dem Landgericht Kassel zugeordnet.
Sein Gerichtsbezirk umfasste aus dem Kreis Rotenburg die Gemeindebezirke Blankenbach, Bosserode, Dens, Iba, Imshausen, Machtlos, Rentershausen, Obersuhl, Raßdorf, Richelsdorf, Solz, Süß und Weißenhasel und die Gutsbezirke Bellers mit Gunkelrode, Bocksrode, Liebenz, Nentershausen (Oberförsterei), Richelsdorfer Hütte, Tannenberg, Wildeck (Oberförsterei) und den Freiherrlich von Trott- und von Verschuersche Gesammtwaldungen.
In Folge der Weltwirtschaftskrise wurden 60 Amtsgerichte als Folge von Sparverordnungen aufgehoben. Mit der Verordnung über die Aufhebung von Amtsgerichten vom 30. Juli 1932 wurde das Amtsgericht Nentershausen zum 30. September 1932 aufgehoben und sein Sprengel wie folgt verteilt: Die Gemeinden Bauhaus, Blankenbach, Dens, Nentershausen und Weißenhasel kamen zum Amtsgericht Sontra und die Gemeinden Bosserode, Iba, Imshausen, Machtlos, Obersuhl, Raßdorf, Michelsdorf, Solz und Süß wurden dem Amtsgericht Rotenburg an der Fulda zugeordnet.

## Gebäude
Im Jahre 1842 wurde das Gebäude des Justizamtes (Ruhl 2) durch den Baumeister Jacob Althaus erbaut. Es handelt sich um ein zweistöckiges Gebäude in Massivbauweise mit Mezzanin. Das Gebäude wurde später vom Amtsgericht genutzt und steht heute als Kulturdenkmal unter Denkmalschutz.